# Peesdraden
De peesdraden of chordae tendineae zijn kleine pezen, die in het hart de atrioventriculaire kleppen met de hartspier verbinden. 

## Bouw
De chordae tendineae zijn grotendeels bindweefselstructuren: ze bestaan voor 80% uit collageen en voor 20%   uit elastine en endotheel.

## Werking
Tijdens de diastole  stroomt er bloed door de openstaande  atrioventriculaire kleppen, de kamers zijn ontspannen en de chordae tendineae staan niet onder spanning. Als de kamers vervolgens in de systole samentrekken, duwt de stijgende druk de twee hartkleppen dicht; in de linkerventrikel  de mitralisklep en in de rechterventrikel de tricuspidalisklep.  Zoals een parachutescherm aan de lijnen vastzit en zo weerstand kan bieden tegen de luchtstroom, zo zitten de klepslippen van de mitralisklep en de tricuspidalisklep vast aan de peesdraden en bieden zo weerstand tegen de bloedstroom. Als de hartkamers samentrekken, dan sluiten de kleppen om terugstroom van het bloed van de kamers naar de boezems te voorkomen. De klepslippen sluiten de klepopening af en worden op de plaats gehouden door de peesdraden.